# Sanghaj Koncertcsarnok

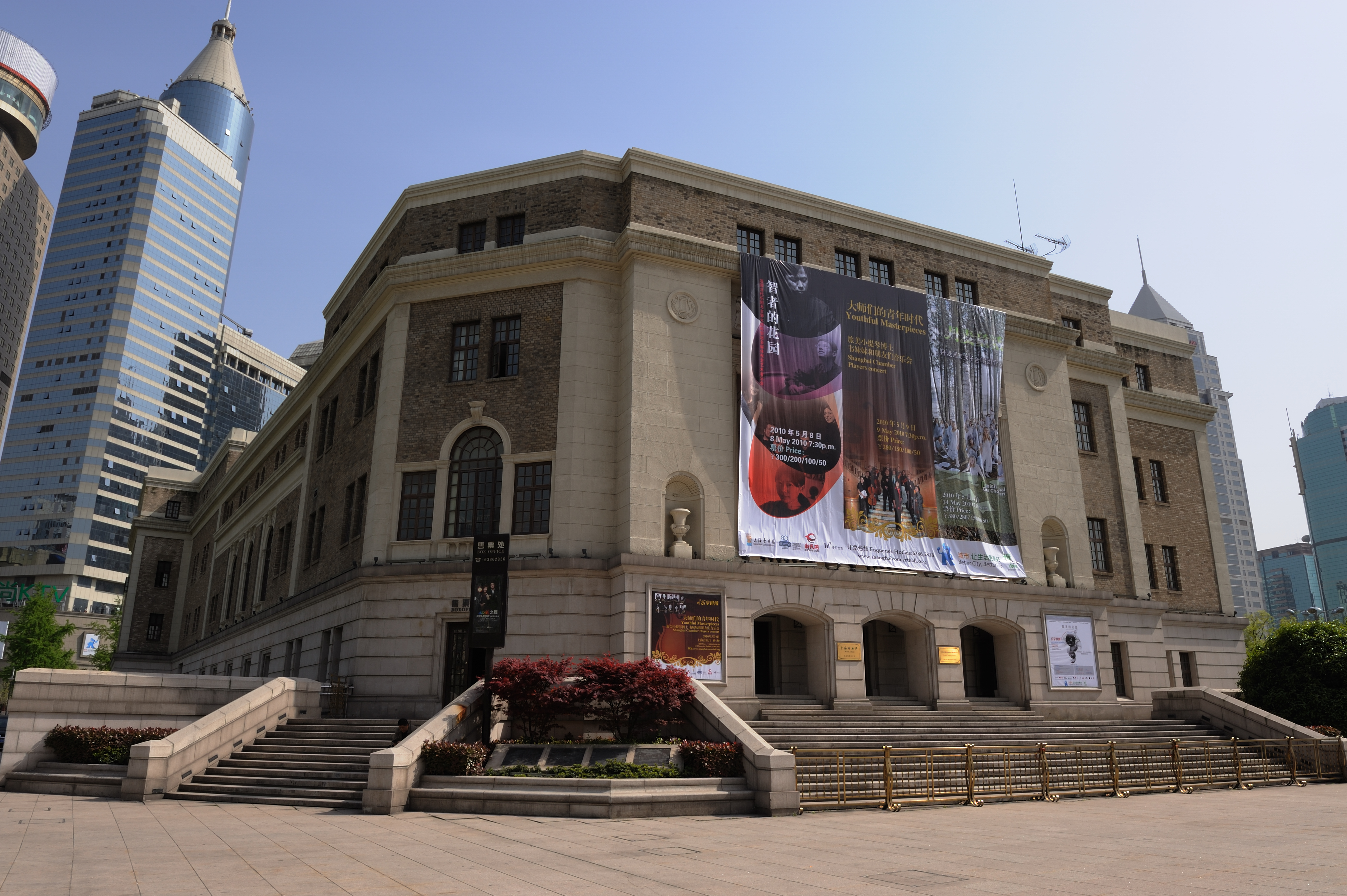
Sanghaj Koncertcsarnok

Sanghaj Koncertcsarnok (pinjin:Shànghǎi Yīnyuè Tīng) a Yan'an út és a Dél-Tibet út kereszteződésénél található a Sanghaj Huangpu kerületében. 1930-ban alapították. 1949-ebn a Pekingi Mozi nevet kapta. 1959-ben kapta mostani nevét. A csarnokban 1222 ülőhely van, 640 a földszinten, 482 a második emeleten. A színpad 8,35×16 méteres, 100 négyzetméter nagyságú. A koncertcsarnokot a kínai Fan Wen-jiao építész tervezte, de tradicionális európai stílust használt.
A koncertcsarnok új helyet kapott 2007-ben. A szállítást április 15-én végezték el, 50 millió RMB költséggel. 1,7 méter magasra emelték meg, 66,4 méterrel mozgatták keleti irányba. 2008. január 1-jéig hajtották végre a projektet. 2008. szeptember 26-án újra megnyitotta kapuit a Sanghaj Koncertcsarnok.